# Kodokan

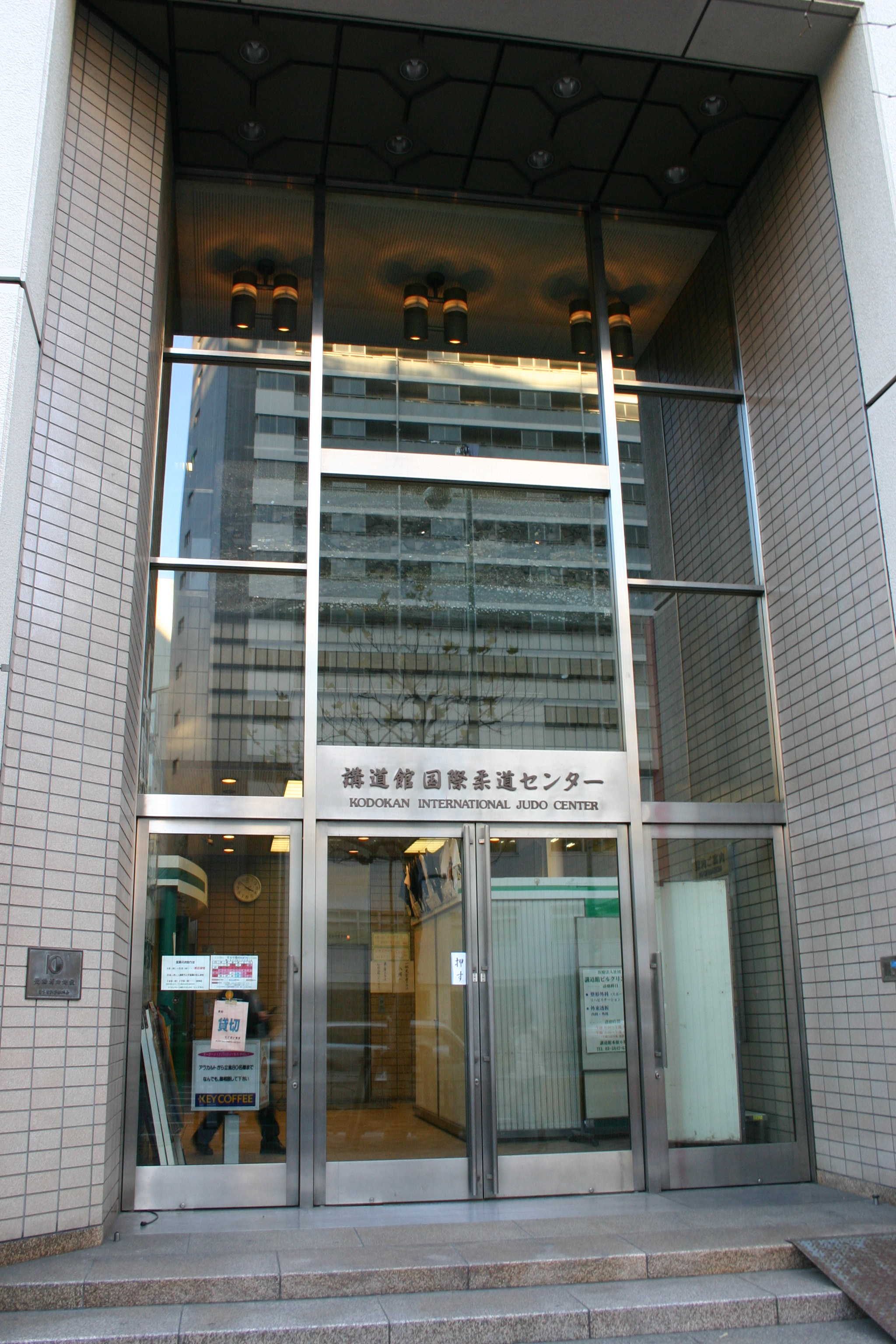
Hoofdingang van de Kodokan Instituut

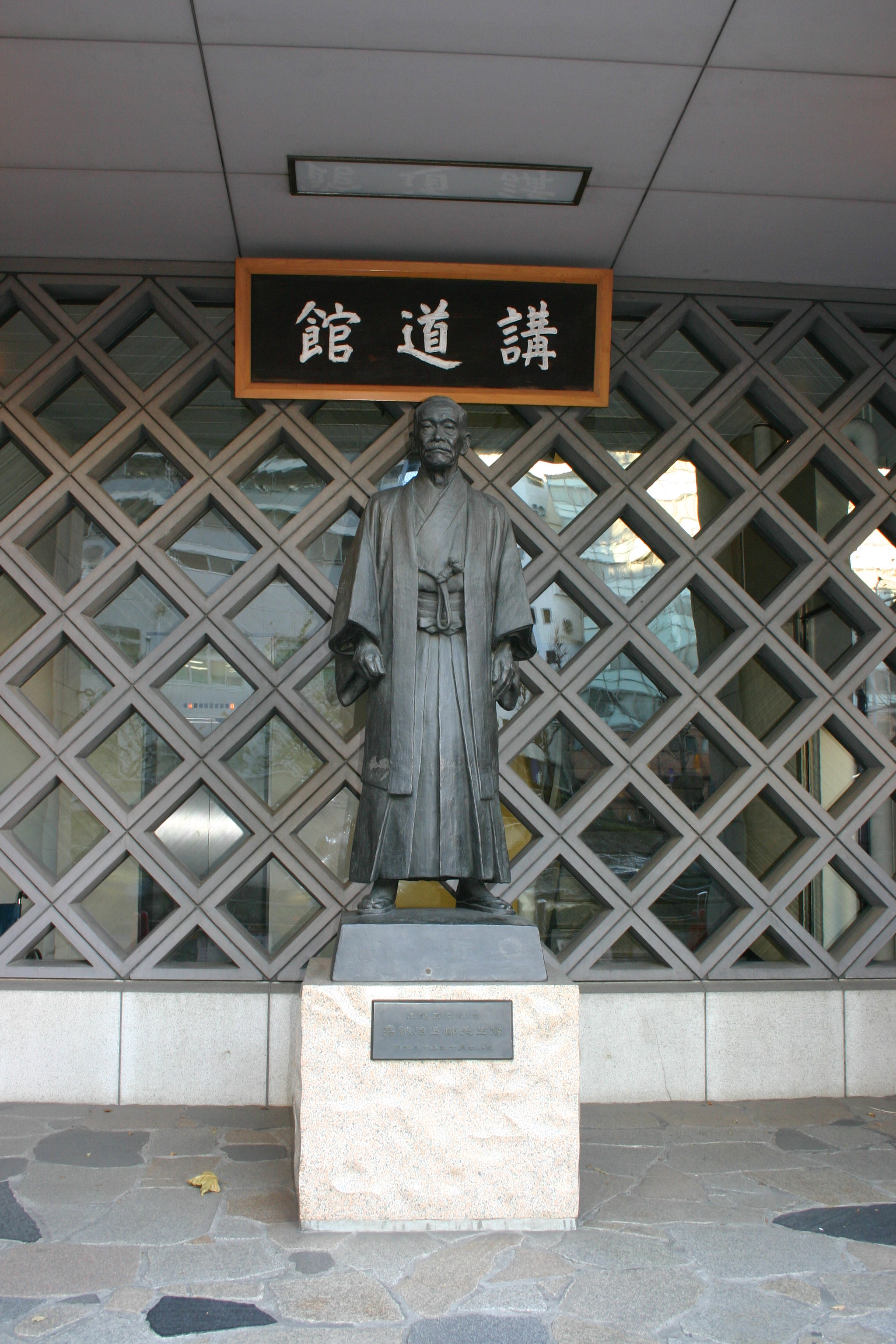
Standbeeld van Jigoro Kano

De Kodokan (講道館, Kōdōkan) is de hoofddojo van judo, het werd in 1882 gesticht door Jigoro Kano en is gesitueerd in Tokio. Het gebouw telt acht verdiepingen en herbergt naast verschillende dojo's een restaurant, logeergelegenheid, een uitgebreide bibliotheek en een conferentiezaal. Voor het gebouw staat een standbeeld van Jigoro Kano.

## Presidenten
| Nr. | Naam        | Naam                  | Duur       |
| --- | ----------- | --------------------- | ---------- |
| 1.  | Jigoro Kano | Jigoro Kano 1860-1938 | 1882-1938  |
| 2.  | Jiro Nango  | Jiro Nango 1876-?     | 1938-1946  |
| 3.  |             | Risei Kano 1900-1986  | 1946-1980  |
| 4.  |             | Yukimitsu Kano 1932-  | 1980-2009  |
| 5.  |             | Haruki Uemura 1951    | 2009-heden |